# Dmytro Kozjubajlo

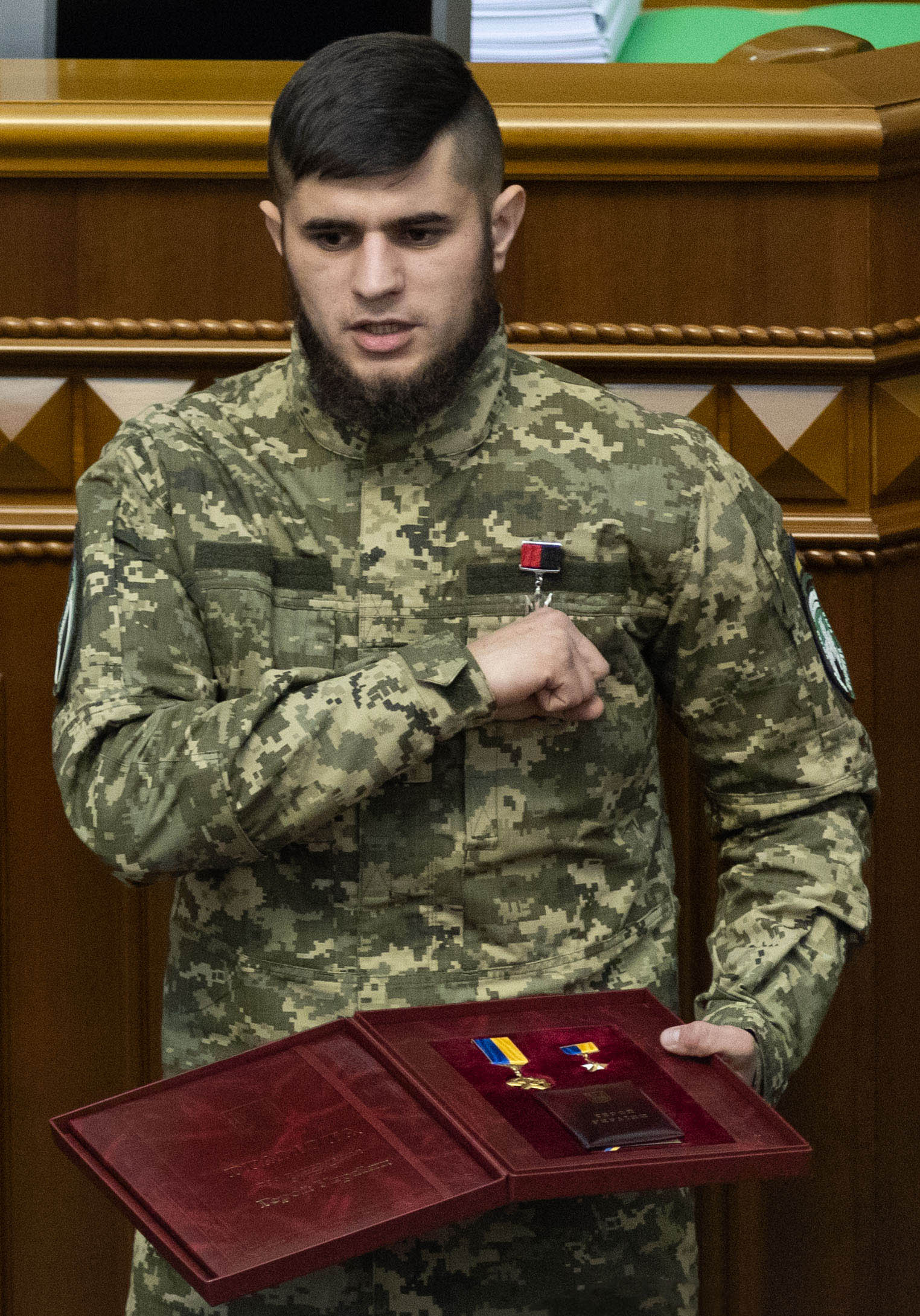
Dmytro Kozjubajlo (2021)

Dmytro Iwanowytsch Kozjubajlo (ukrainisch Дмитро Іванович Коцюбайло; * 1. November 1995 in Sadnistrjanske, Rajon Halytsch, Ukraine; † 7. März 2023 in Bachmut) war ein ukrainischer Offizier.

## Biografie
Nach dem Abschluss der Sekundarschule besuchte er ab 2012 ein Kunstgymnasium in Iwano-Frankiwsk. Er war während des Euromaidans in Kiew. Zu Beginn des Kriegs im Donbas meldete er sich freiwillig und wurde zu einem Ausbildungszentrum des ukrainischen Heers in Desna geschickt. Dort wurde er zum Abteilungsleiter ernannt.
2015 wurde er im Alter von 21 Jahren zum jüngsten Kommandeur der 1. Angriffskompanie des zum Prawyj Sektor gehörenden Ukrainischen Freiwilligenkorps ernannt. In der Oblast Donezk nahm er an Schlachten bei Karliwka (Rajon Pokrowsk), Pisky, Awdijiwka und Sawur-Mohyla teil und erlitt mehrere Verletzungen, darunter von einem Wuchtgeschoss. Seit 2016 war er Mitglied des „Da Vincis Wölfe Bataillons“, das 2022 eine Einheit der ukrainischen Streitkräfte wurde. Im August 2018 hat er im Rajon Pokrowsk unverletzt einen Mordanschlag von Unbekannten, die auf sein Auto geschossen haben, überlebt. Am 7. August 2020 wurde er auf einer Konferenz des Prawyj Sektor zu dessen Mitglied gewählt.
Am 1. Dezember 2021 verlieh Präsident Wolodymyr Selenskyj im Plenarsaarl der Werchowna Rada Kozjubajlo den Goldenen Stern, die höchste Auszeichnung, die durch den ukrainischen Staat vergeben werden kann. Kozjubajlo ist der erste Freiwillige, der diese Auszeichnung zu Lebzeiten erhalten hat. 2022 trat er den ukrainischen Streitkräften bei und wurde zum Unterleutnant befördert. Während des Russischen Überfalls war er an Kämpfen bei Schtschastja und Balaklija beteiligt, bei Krywyj Rih und in den Regionen Charkiw, Luhansk, Kiew, Saporischschja und Donezk stationiert und nahm an der Gegenoffensive in Charkiw teil.
Im August 2022 wurde Kozjubajlo von Forbes in einer Rangliste von 30 jungen Ukrainern und Ukrainerinnen, die die Zukunft des Landes bestimmen werden, gelistet.
Er starb am 7. März 2023 bei der Schlacht um Bachmut als das Fragment einer explodierten Mörsermine ihn im Hals traf.

## Nachwirkung

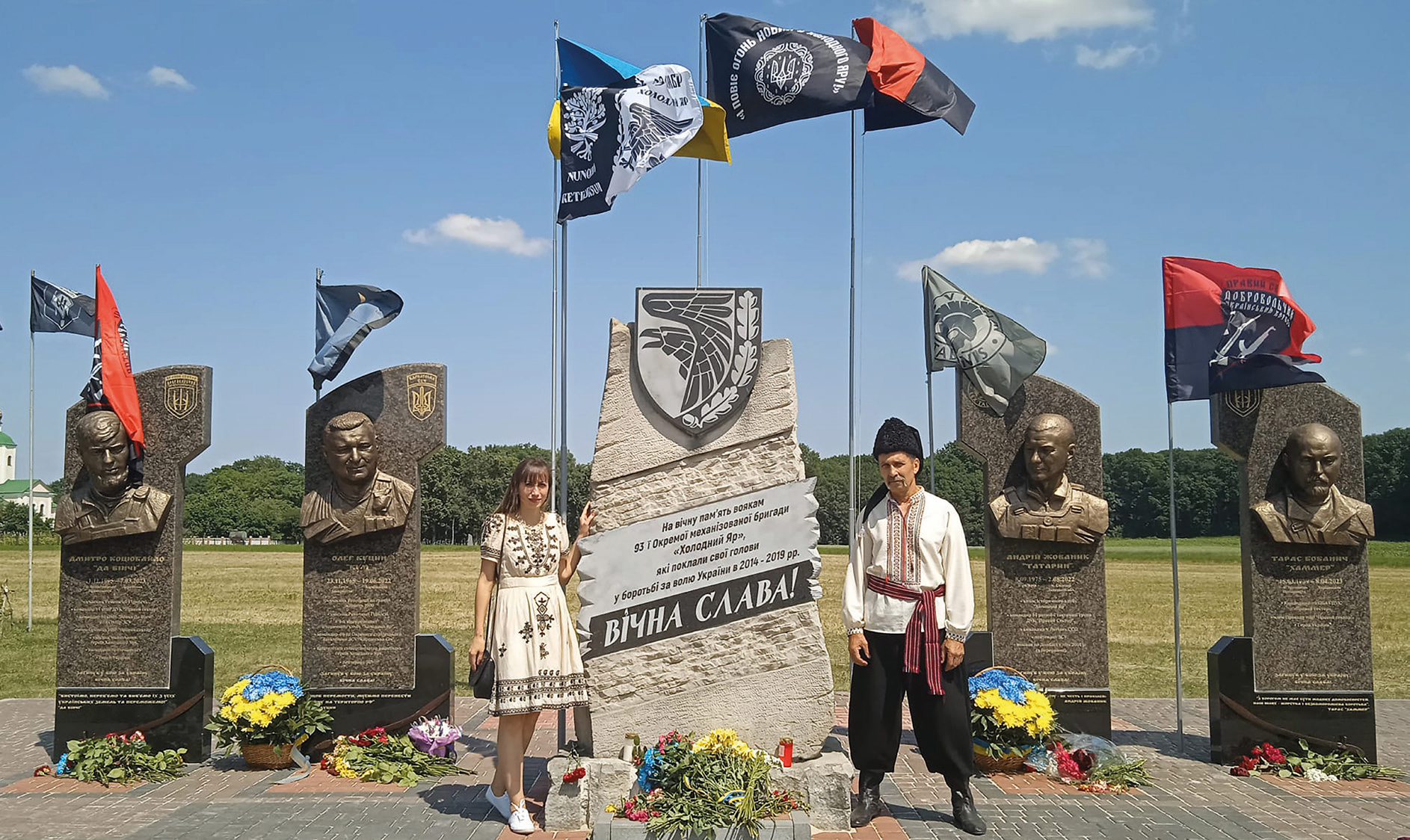
Gedenkstätte für Kozjubajlo (links außen) in Tscherkassy

Am 10. März 2023 nahmen tausende Militärangehörige und Zivilisten an einer Beerdigungsfeier für Kozjubajlo im St. Michaelskloster und auf dem Majdan Nesaleschnosti teil. Dabei waren unter anderem Wolodymyr Selenskyj, Sanna Marin, Oleksij Resnikow, Walerij Saluschnyj, Kyrylo Budanow und Vitali Klitschko anwesend. Kozjubajlo ist in einem Friedhof im Rajon Petschersk beerdigt.
Ein nach Kozjubajlo benannter Stipendienfonds wurde an der Ukrainischen Katholischen Universität eröffnet.
Am 15. Juni 2023 wurde eine Straße in Iwano-Frankiwsk nach Kozjubajlo benannt.
Am 28. Juni 2023 wurde in der Oblast Tscherkassy eine Gedenkstätte für vier Ukrainer, die im Krieg gestorben waren, darunter Kozjubajlo, errichtet.

## Privates
Seit 2017 war Kozjubajlo in einer Beziehung mit Alina Mychajlowa, einem Mitglied des Sanitätsbataillon Hospitaliter.